# A-ba-ba-ha-la-ma-ha
A-BA-BA-HA-LA-MA-HA出版社，1992年設立的烏克蘭出版社。是烏克蘭獨立後，第一間在該國設立的私人兒童書籍出版社。在2008年，該出版社的書籍不再侷限於兒童，開始面向更廣泛的讀者群。出版社創始人兼主編為伊萬·馬爾科維奇。伊萬完全掌握每一本書的出版流程，包括手稿製作到最終印刷等。

## 歷史
出版社的名字源於伊万·弗兰科短篇故事「格里采娃學校」（烏克蘭語：Грицева шкільна наука）。在故事中，孩子們使用短語「a-ba-ba-ha-la-ma-ha」（直译：「奶奶很吵」）來學習如何閱讀音節。該出版社面向「2歲至102歲的兒童」，並在1992年7月出版第一本書，主要內容為兒童設計的烏克蘭語字母表。馬爾科維奇當時表示：「我當初只是想出書，沒想過要幹出版。那時我只是希望有個字母表能以『安吉洛斯天使』（烏克蘭語：Ангела）為開頭，而非『鯊魚』（烏克蘭語：Акули）或『公車』（烏克蘭語：Автобуса）這樣。」
1995年，紐約出版商克诺夫出版社買下了A-BA-BA-HA-LA-MA-HA的《貓咪和公雞》（烏克蘭語：Котик та півник）出版權。這是首間著名西方出版商與烏克蘭出版商展開交流。
2001年，馬爾科維奇在莫斯科書展成功後，決定把A-BA-BA-HA-LA-MA-HA的業務擴展到俄羅斯，並在2004年於莫斯科設立分部。俄羅斯分部出版的俄語書籍，不會在烏克蘭發行。2008年，A-BA-BA-HA-LA-MA-HA發行了第一本面向成人讀者的書籍：即尤里·安德鲁霍维奇翻譯的《哈姆雷特》。該書隨即榮獲利沃夫圖書論壇最佳圖書大獎。
2010年，A-BA-BA-HA-LA-MA-HA已出版100餘種圖書，總發行量400多萬冊。當年還有19個國家的出版商，買下該公司的出版權。
2011年11月8日，馬爾科維奇宣稱有人襲擊辦公室未遂。

## 作者
A-Ba-Ba-Ga-La-Ma-Ga有出版過一系列烏克蘭古今國內外的著名作家譯本。著名合作對象有尤里·安德鲁霍维奇、尼古拉·溫葛恩諾斯基、莉娜·科斯滕科、德曼斯基·奧列克桑德·斯捷潘諾維奇、迪亞琴科夫婦、科科秋哈·阿納托利約維奇、弗谢沃洛德·纳瑟高、德米特羅·帕夫利奇科、魯特基夫斯基·赫里霍羅維奇、加夫羅什·久洛維奇、維尼丘克·帕夫洛維奇等。
外國作品的著名譯者有尤里·安德鲁霍维奇、莫羅佐夫·葉夫根尼耶維奇、奧薩丘克·彼得羅維奇、波波維奇·奧克森托維奇、維尼丘克·帕夫洛維奇、科爾尼延科·奧萊克西約維奇等。凱捷琳娜·丘馬琴科則把馬爾科維奇和索菲亞·烏斯（烏克蘭語：Софія Ус）的合著《給媽媽的蜂蜜》（烏克蘭語：Мед для мами）翻譯為英文。

## 藝術家
A-Ba-Ba-Ga-La-Ma-Ga也與多位藝術家及設計師合作。著名合作對象有拉夫羅·季霍諾維奇、葉爾科·愛德華多維奇、加普欽斯卡·根納季芙娜、科瓦爾丘克·弗拉基米里夫娜、史坦科·弗拉基米里夫娜、瓦西連科·彼得羅維奇、霍洛祖比夫·瓦西廖維奇、謝梅尼婭·奧列克桑德·費奧多羅維奇、弗拉基米爾·哈爾琴科等。
A-Ba-Ba-Ga-La-Ma-Ga的藝術家，尤其受外國出版商關注。2005年，由瓦迪斯瓦夫·葉爾科繪製的安徒生《冰雪女王》，成為英國Templar出版社的暢銷書，並躋身當年度英國聖誕節暢銷書前三名。另外，A-Ba-Ba-Ga-La-Ma-Ga還舉辦過書籍插畫展。

## 榮譽、獎項
2002年，A-Ba-Ba-Ga-La-Ma-Ga獲得利沃夫圖書論壇年度最佳出版社。A-Ba-Ba-Ga-La-Ma-Ga出版的兒童書籍，也是相關獎項的常客。
A-Ba-Ba-Ga-La-Ma-Ga還曾經登上烏克蘭紀錄大全的「烏克蘭最大的書籍」紀錄：其出版的《阿貝特卡》（烏克蘭語：Абетку）尺寸為3米乘4米，重250公斤。

## 支持烏克蘭國防軍
2022年6月23日正值人民的旗手期間，A-Ba-Ba-Ga-La-Ma-Ga給謝爾希·普里圖拉慈善基金會捐贈了10萬烏克蘭格里夫納。.

## 外部連結
- 找不到URL。请在此处指定URL或在维基数据上添加。